# Terceira Guerra Anglo-Afegã
A Terceira Guerra Anglo-Afegã (também referida apenas como a Terceira Guerra Afegã) começou no dia 6 de Maio 1919 e terminou com um armistício em 8 de Agosto de 1919. 
Durante os dez anos de reinado de Amanullah Khan iniciou-se um período de mudança dramática no Afeganistão, tanto na política externa como na interna. Amanullah declarou a independência total e provocou a Terceira Guerra Anglo-Afegã. Alterou a sua política externa em novas relações com as potências estrangeiras e transformou a sua política interna com reformas sociais, políticas e econômicas. Embora o seu reinado tenha terminado abruptamente, ele conseguiu alguns êxitos notáveis, seus esforços fracassaram, tanto devido às forças tribais do Afeganistão e as maquinações da Rússia Czarista e da Grã-Bretanha como as políticas insensatas de sua parte. 
Com o objetivo de modernizar o seu país e torna-lo livre da dominação estrangeira, Amanullah, tentou fortalecer sua base de poder e desviar a atenção das divisões internas do Afeganistão, e assim unir todas as facções sob seu comando, atacando os ingleses.  Utilizando o conflito civil no Raj Britânico (uma série de distúrbios civis e políticos) como uma desculpa para deslocar tropas para a Linha Durand, soldados afegãos cruzaram a fronteira ocidental no final de Khyber Pass em 3 de Maio de 1919 e ocuparam a cidade de Bagh. Em resposta, o governo anglo-indiano ordenou uma plena mobilização e no dia 6 de Maio 1919 declarou guerra. 
Embora seja essencialmente uma pequena vitória tática para os britânicos, tanto como que eles foram capazes de repelir as forças regulares afegãs; em muitos aspectos, foi uma vitória estratégica para os afegãos. Para os britânicos, a Linha Durand foi reafirmada como fronteira política entre o Afeganistão e a Índia britânica, e os afegãos concordaram em não fomentar problemas no lado britânico. Os afegãos finalmente ganharam o direito de realizar os seus próprios assuntos estrangeiros como um Estado totalmente independente.

## Ver Também
- Primeira Guerra Anglo-Afegã
- Segunda Guerra Anglo-Afegã